# شقار ناعم
الشقّار الناعم نوع نباتي ينتمي إلى جنس الشقّار من الفصيلة الحوذانية.

## البيئة والانتشار
موطنه الأصلي منطقة ساحل المشرق العربي (بلاد الشام) وتركيا واليونان.

## الوصف النباتي
نبات عشبي معمر ينمو بشكل منتصب. أزهاره زرقاء. تنمو الثمار كعنقود من الفقيرات. ينتشر النبات بالجذامير.